# 福音书历史可靠性
福音书的历史可靠性（英語：Historical reliability of the Gospels）指的是四部新约福音书作为历史文件的可靠性和历史性。有些學者认为，四个经典福音书都符合历史可靠性的五个标准；但也有人说福音书中没有什么历史可靠性。
幾乎所有當代研究古代史的學者都同意《聖經》裡描述的耶穌是史實人物，耶穌基督是西元三十年左右生活於今日巴勒斯坦一帶的歴史人物、接受施洗者約翰受洗並且被釘死在十字架上，及耶穌基督是《聖經》裡提及的那個人物且對人類文明造成深遠影響等這幾點，迨無爭議，這些內容已經成為學界共識，研究古代歷史的學者，不論是否是基督徒，都同意這些內容，認為耶穌基督不存在，或者和《聖經》裡的那個耶穌基督沒有關係的看法，是已經被學界淘汰的理論；但是，学者关于圣经描写耶稣的特定事件的历史真实性有不同看法。只有两个“几乎是普遍同意”的事件，这就是：耶稣接受施洗约翰的洗礼，并在一年或三年后，被罗马总督本丟·彼拉多钉十字架。在历史真实性上有争议的元素包括：耶稣诞生的两个记载，神迹事件（变水为酒，行走在水面上和复活），以及关于被钉十字架的某些细节。
大多数学者认为，马太福音、马可福音、路加福音统称为对观福音，是有关耶稣的历史信息以及他创立的宗教运动的主要历史来源。第四本福音书——约翰福音，与前三本福音书有很大差别。历史学家在研究福音书的可靠性时通常研究使徒行传的历史可靠性，因为使徒行传似乎是与路加福音出于同一作者。
历史学家通过将真实的、可靠的信息与可能是发明、夸张和变更等信息区分开来，从而对福音书进行了批判性的分析。由于新约中的文本变体（20-40万）比使徒书信的变体（约14万）还多，因此学者使用文本批评的方法来确定哪些福音变体在理论上可被视为“本源的”。为了回答这个问题，学者必须质疑这些问题：谁写了福音书，当他们写福音书时，他们写作的目的是什么，作者使用了什么文献来源，这些来源有多可靠，这些来源在时间上距离他们叙述的故事有多远，这些来源后来是否发生了改变。学者还可以考察文档的内部证据，看看文档是否错误地引用了希伯来塔納赫的文本，是否出现了不正确的地理信息，是否作者在隐藏信息，或者，是否作者在虚构某个预言。最后，学者转向外部文献来源，包括早期教会领袖、教会以外的作家（主要是犹太作家和希腊—罗马史学家）的证词，他们更可能会批评教会；学者同时也需考虑考古证据。

## 方法
当判断福音书的历史可靠性时，学者们探究的问题是：当使用历史学家用于判断其他古代作品的正常标准去判断福音书时，福音书的记叙是否可靠。他们研究的主要问题是：什么是“本源的”福音书，不论本源的福音作品是否是准确的见证和记载，也不论这些本源的版本是否已经准确地流传到我们的时代。在评估福音书的历史可靠性时，学者们考虑了许多因素，包括作者和作品写作的日期，作者意图和文体类型，福音来源和口头传统文本批评，以及具体说法和叙述事件的历史真实性。
在文本的历史价格方面，福音书的文体类型对于理解作者的意图至关重要。新约圣经学者格雷厄姆·斯坦顿（Graham Stanton）说：“福音书现在被广泛地认为是广义上的古代文学的传记类型”，查尔斯·塔尔伯特（Charles H. Talbert）同意福音书应该与希腊罗马传记归为一类，但他补充说，这样的传记包含着一种神话元素，因此对观福音书同样包含着神话元素。艾德·帕里什·桑德斯说，“这些福音书写作的目的带着美化耶稣的意图，因此严格来说在本质上不属于传记。”在英格丽德·麦施和安东·沃格特尔给卡尔·拉纳所写的神学术语百科全书中，认为福音书主要是一个神学而非历史作品。埃拉斯莫·莱瓦·梅里卡基斯指出，“因此，我们必然得出这样的结论：福音的类型不是纯粹是‘历史’类型；但也不是神话、童话或传说类型，事实上，‘福音书’自身包括了所有这些类型，这在古代世界文学中是极为新颖的。”有些评论家认为，基督教不是建立在一个历史人物身上，而是建立在一个神话的制造上。这个观点认为，耶稣是一个被称为奥西里斯-狄俄尼索斯（Osiris-Dionysus）的泛希腊邪教的犹太表达，这种观点认为耶稣不具有历史性，而只是一个用于教导的工具。
学者倾向于认为路加福音（路加福音-使徒行传）在类型上更接近“纯粹的”历史，尽管他们也承认“这不是说路加比现代历史学家更可靠，而是说他总是对事件进行严肃的事实记载。”新约学者詹姆斯·邓恩（James D.G. Dunn）相信，“基督教教会中最早的传承者更多是一个保存者而不是一个创新者⋯⋯，他试图传播、重述、解释、阐释、详析，而不是创造⋯⋯。我认为，通过分析对观传传统的主体作品，我们在大多数情况下可以直接进入耶稣的教导和事工，因为它从传播过程一开始（这个过程通常在复活节前已经开始）已经被记下，因此我们可以通过在耶稣身边的人的眼睛和耳朵直接了解耶稣的事工和教导 ”。然而，Durham英国圣公会前主教、大学教授大卫·詹金斯（ David Jenkins）说，“这绝对不可能！新约中任何重要事情都是绝对不确定的。”
批判性的学者已经制定了许多标准来评估福音中见证的事件和说法的概率和历史真实性。这些标准可适用于福音书，从而帮助学者重构历史中的耶稣。“差异性标准”（criterion of dissimilarity）认为，在耶稣的时代，如果一个说法或行动不同于、相反于犹太教或早期教会，那么它可以肯定为一个耶稣的真实说法或行动。一个普遍引用的例子是耶稣在登山宝训中对摩西律法有争议的重新诠释，或彼得决定允许未受割礼的外邦人进入教派。“尴尬标准”认为，福音书的作者没有理由发明尴尬的事件，如彼得三次不认耶稣，或信徒在耶稣被捕后逃离的事件，而这些细节却包含在福音书中，因此它们是真实的。巴特·叶尔曼使用“差异性标准”来判断耶稣被施洗约翰施洗的可靠性，指出“很难想象基督徒发明耶稣受洗的故事，因为这可能意味着耶稣低于约翰”。
“多重见证的标准”认为，当两个或两个以上的独立资料来源呈现出相同或一致的说法，这种说法更可能是事件的准确记载，或者说，这些说法在记载一个早于来源资料的传统。这个标准通常用来说明这样的事实：四福音见证了大量相同的事件，而且保罗书信也经常证明这些事件，并且早期教会著作以及某种程度上的非基督教古代著作也见证了这些事件。“文化和历史一致性”的标准认为，如果一个资料来源的记载与已知历史事实相矛盾，或与所讨论的历史时期的普遍文化习俗相冲突，那么这个资料来源则不那么可靠。因此，如果这个资料来源与已知事实越一致，它的可信度就更高。例如，这个标准通常用来评估路加福音和使徒行传的可靠性，如，彼拉多的头衔。通过语言标准，人们可以得出许多结论。经常提及“亚拉姆语”，标准认为，如果耶稣的说话有亚拉姆语的根基——这能反映了耶稣的巴勒斯坦背景——那么，这句说话更有可能是真实的。

## 现存的最早手稿
最早的手稿是“约翰福音，赖兰兹图书馆莎草纸 P52”，它是名片大小的残篇，可追溯到2世纪上半叶。独立的新约篇目的第一个完整版本出现在200年左右，而新约的最早完整版本（即西乃抄本）可追溯到4世纪。至于福音书，作者与现存最早手稿之间的时间差距则小于其它古代手稿，例如柏拉图的手稿。柏拉图对话录的现有最早版本出现在柏拉图撰写文本后约一千年。最早手稿的保存状况很重要，但这并不一定会影响文献来源的可靠性或不可靠性。

下面的表格列出了现存的最早手稿。
| 福音书   | 现存的最早手稿 | 日期                       | 状况     |
| 马太福音 | {\displaystyle {\mathfrak {P}}}1, {\displaystyle {\mathfrak {P}}}19, {\displaystyle {\mathfrak {P}}}21, {\displaystyle {\mathfrak {P}}}25, {\displaystyle {\mathfrak {P}}}37, {\displaystyle {\mathfrak {P}}}45, {\displaystyle {\mathfrak {P}}}53, {\displaystyle {\mathfrak {P}}}64/67, {\displaystyle {\mathfrak {P}}}70, {\displaystyle {\mathfrak {P}}}77, {\displaystyle {\mathfrak {P}}}101, {\displaystyle {\mathfrak {P}}}103, {\displaystyle {\mathfrak {P}}}104 | 大约 150–250年（2–3 世纪） | 大量残篇 |
| 马可福音 | {\displaystyle {\mathfrak {P}}}45 | 大约 250年（3世纪）        | 大量残篇 |
| 路加福音 | {\displaystyle {\mathfrak {P}}}4, {\displaystyle {\mathfrak {P}}}69, {\displaystyle {\mathfrak {P}}}75, {\displaystyle {\mathfrak {P}}}45 | 大约175–250年（2–3世纪）   | 大量残篇 |
| 约翰福音 | {\displaystyle {\mathfrak {P}}}5, {\displaystyle {\mathfrak {P}}}6, {\displaystyle {\mathfrak {P}}}22, {\displaystyle {\mathfrak {P}}}28, {\displaystyle {\mathfrak {P}}}39, {\displaystyle {\mathfrak {P}}}45, {\displaystyle {\mathfrak {P}}}52, {\displaystyle {\mathfrak {P}}}66, {\displaystyle {\mathfrak {P}}}75, {\displaystyle {\mathfrak {P}}}80, {\displaystyle {\mathfrak {P}}}90, {\displaystyle {\mathfrak {P}}}95, {\displaystyle {\mathfrak {P}}}106       | 大约 125–250年（2–3世纪）  | 大量残篇 |

## 作者与日期
马太福音和路加福音的作者使用了马可福音和假设的Q文献来写他们的个人福音的，同时也使用了一些其他资料来源。学者们同意约翰福音是最后写成的，它使用不同的见证传统和文体。此外，大多数学者同意路加福音的作者写了使徒行传。学者们认为这两个篇目构成了一个单一作品“路加福音–使徒行传”。

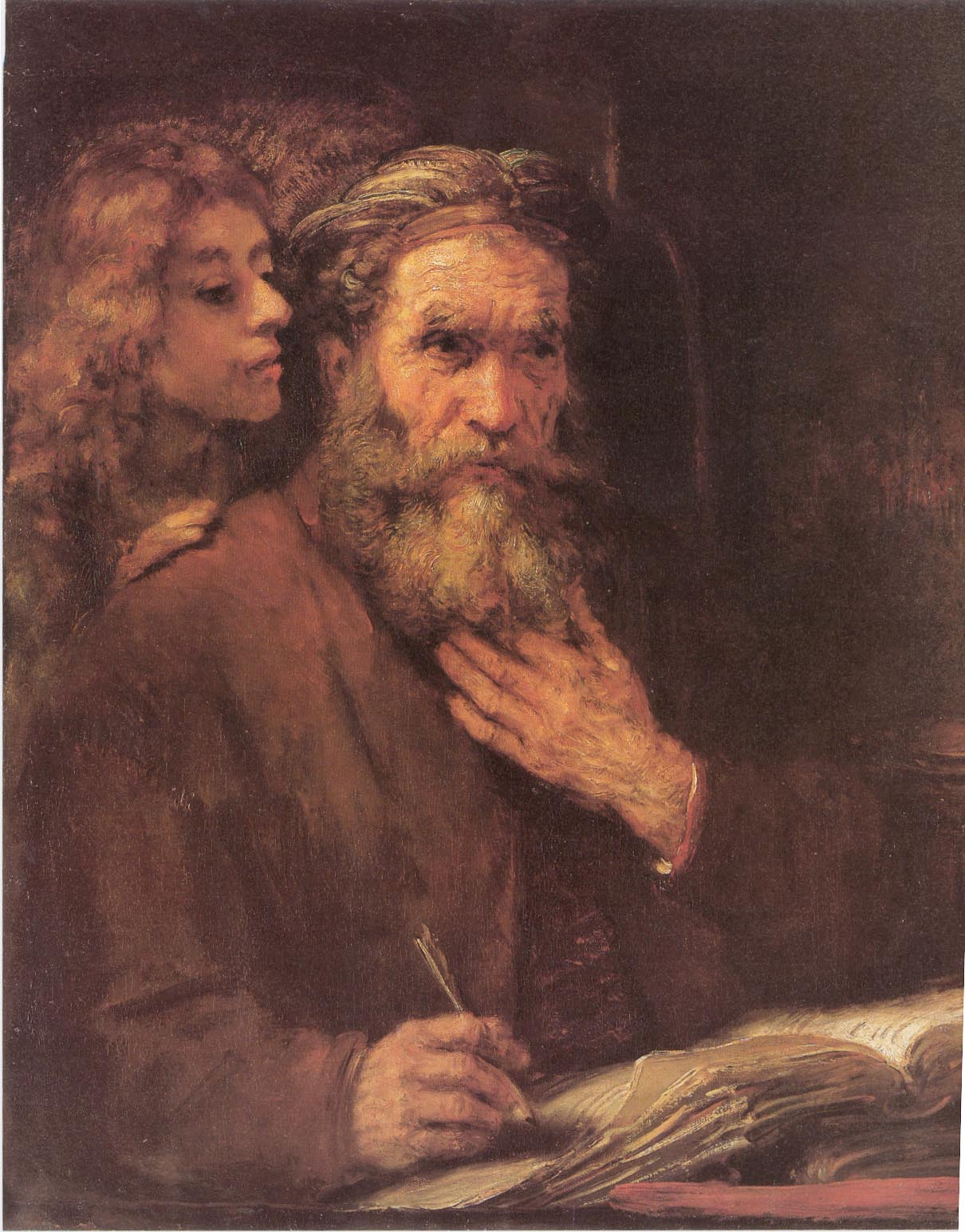
福音传道者马太和天使，伦勃朗

严格来说，福音书是匿名的，约翰福音是个例外，虽然作者只是简单地将自己称为“耶稣所爱的门徒”，声称自己是耶稣内部圈子的一员。在接下来的几个世纪里，每一个经典的福音都认为是某个使徒或使徒的同伴写成的。大多数学者拒绝了传统对福音书作者的归属。

### 对观福音
马太福音、马可福音、路加福音被称为对观福音，因为它们有类似的事件次序和措辞。它们也用通用希臘語写成的，大部分马可福音和大约一半的马太福音和路加福音在内容上一致，也有大致相同的次序，通常是逐字逐句相同。
对观福音书是关于耶稣及其创立的宗教运动的主要历史信息来源。它们叙述一个命名耶稣、说亚拉姆语的犹太人的生活、事工、被钉十字架和复活。关于文本的起源有不同的假设，因为新约福音书是用希腊语写成，用于希腊社会；后来被译成叙利亚语，拉丁语和科普特语。

### 《马可福音》
马可福音是关于耶稣的主要信息来源。它可能是在罗马或叙利亚南部安第斯（Antiochine Southern Syria）写成的。新约学者普遍认可它将耶稣叙述为一个加利利的圣人，这包括他受施洗约翰的洗礼、他作为一个驱魔师和治疗者的声誉、他布道神未来的天国，他的一群亲密的门徒，他在圣殿带来的争议、他如何被背叛以及他被彼拉多钉十字架。1901年，威廉·威雷德（William Wrede）挑战了福音的历史可靠性，他尤其认为，马可福音之所以刻画耶稣对自己的弥赛亚身份保密是因为历史中的耶稣从来没有声称自己是弥赛亚。形式批评后来透露，这个福音的叙事由马可按顺序将片段排列在一起。虽然大多数学者认为耶稣正如他在马可福音中的形象一样是一个启示先知，但小部分当代著名学者认为他所谓到来的天国是一种社会革命而不是一个超自然的启示。
传统认为马可福音是由传道者马可写成中，他是圣彼得的传译者。许多早期的信息来源认为，马可的材料是由圣彼得口授的，他后来将其编成福音书。然而，福音似乎依赖于几个潜在的来源，它们在形式和神学上各不相同，而且它们似乎与此福音书基于彼得的讲道这一说法相矛盾。
大多数学者认为马可福音是由第二代基督徒写的，大约在公元70年耶路撒冷沦陷和第二圣殿被毁的前后时段或之后不久写成的。
理查德·鲍克汉（Richard Bauckham）指出，从迦百农渔夫的角度来看，马可福音中的地理是准确的，这与马可从彼得那里得到福音信息的说法相符，因为彼得确实是一个渔夫。许多学者使用现代地图来衡量马可福音，这往往导致在判断马可福音的地理时犯下了小错。因为，渔民不会在脑海中有一幅现代地图，而是只在头脑中有一幅基于自身世界经验的地图。
根据一些学者的说法，马可福音的地理并不总是准确的，例如马可福音7:31描述了耶稣从推罗到加利利海，途经西顿（推罗以20英里，地中海沿岸）。马可福音的作者似乎不知道，一个人从推罗到加利利海不会经过西顿，而且在公元1世纪没有从西顿到加利利海的路，只有一条从推罗出发的道路。天主教学者认为这段经文没有问题，因为耶稣会绕一个大圈子前行，首先去北方，然后到东方和南方。

### 《马太福音》
马太福音最有可能写在安提阿，那时是罗马叙利亚或北巴勒斯坦的一部分。大多数学者认为，马太福音从马可福音中引用了大量的资料，并从Q档案中增加了很多耶稣的教导。虽然马太福音将这些材料（例如登山宝训）汇编起来，但很多资料可以回溯到历史中耶稣。根据桑德斯，关于婴儿期耶稣的叙述是一种发明。马太福音叙述了耶稣的事工只限于犹太人，虽然后来复活后的耶稣委托门徒向全世界传道。盖扎·凡尔梅（Geza Vermes）判断耶稣的事奉是专为犹太人而设的，而向所有国家宣布福音的命令是早期基督徒发展出来的一个话题。
根据多数人的观点，这个福音不大可能是由目击者写成的。虽然帕皮亞斯加载了马太写了“耶稣圣言集”（Logia），但这根本不是指马太福音。马太福音的作者可能是一个犹太基督徒，这个作品是写给犹太教基督教的。
圣经学者普遍认为马太福音大约在70和100年之间写成的。根据文本内部的证据，哈靈頓认为部分的马太福音可能首先用亚拉姆语写成。而在另一方面，耶稣诞生和复活则是科伊內希腊语写成的的。基督教群体Ebionim似乎已经根据一个亚拉姆语的马太福音（这个版本的福音没有耶稣出生和复活后的故事）写成了马太福音的。

### 《路加福音》
路加福音是在巴勒斯坦西部的一个大城市写的。但是，基于路加福音希腊口语的特点、他与保罗的明确联系，以及后来异端馬爾西奧尼特斯对它的接受等事实，伯顿·麦克（Burton Mack）认为他的作者来源于希腊或小亚细亚。和马太福音一样，路加福音从马可福音中取材，并从Q档案中增添材料。路加福音还包括大量的独特材料，如，好撒马利亚人的比喻，而且许多这些比喻似乎是真实的。路加强调耶稣使命和信息的普遍性，但是盖扎·凡尔梅认为这个主题对于历史中的耶稣是不真实的。就像马太福音的情况一样，许多争论都围绕着路加福音对耶稣诞生的叙述进行。
一些学者坚持传统的说法，认为福音传道者路加是圣保罗的一个同伴（保罗可能不是耶稣事工的目击者），他写了路加福音和使徒行传。其他人指出，使徒行传与保罗书信相矛盾，并且否认保罗的重要使徒头衔，这说明此福音书的作者不是保罗的同伴。
和所有福音书的情况一样，路加福音是在何时写成仍旧是未知的。学者提出了一个日期幅度，从公元60年到公元90年之间。然而，唐纳德·古思里（Donald Guthrie）认为，使徒行传早于公元60年代初写成的（因为这本书在保罗去世前结束，保罗去世最有可能是公元64年至公元68年之间尼禄迫害基督徒时期），因此路加福音书应该是在此之前写成的，大约公元60年前后。
通常普遍同意路加福音和使徒行传都是由同一作者写的，最直接的证据来自每本书的序言。两个序言都写给了提阿非罗（Theophilus），而使徒行传（1:1-2）提到了路加福音，“提阿非罗啊，我已经作了前书，论到耶稣开头一切所行所教训的，直到他借着圣灵吩咐所拣选的使徒以后，被接上升的日子为止。”此外，两个作品之间有语言和神学上的相似之处，这表明它们出自同一个作者。这两本书都有共同的关注点。。

### 《约翰福音》
约翰福音很可能在土耳其以弗所写成的，虽然也有可能在安提阿、北叙利亚、巴勒斯坦和埃及亚历山大写成的。一些学者认为，耶稣在这福音中的教导不能与对观福音中的教导相协调，而其他学者，包括John A.T. Robinson 认为，对观福音最好应该放在约翰福音的框架内理解。
大多数人认为，使徒约翰不可能写了约翰福音。这个福音是对耶稣的性格和教义的非常间接的表达，而不是对耶稣事工的一个清楚记载，这说明了使徒不可能是作者。然而，在这个问题上存在着很大的分歧，没有太多广泛的共识。许多学者认为，所谓的耶稣“喜爱的门徒”是听从和跟随耶稣的人，而约翰福音是基于这个耶稣“喜爱的门徒”的见证而写成的。
大多数学者认为约翰福音大约写于80-95年。

## 文本批评和内插

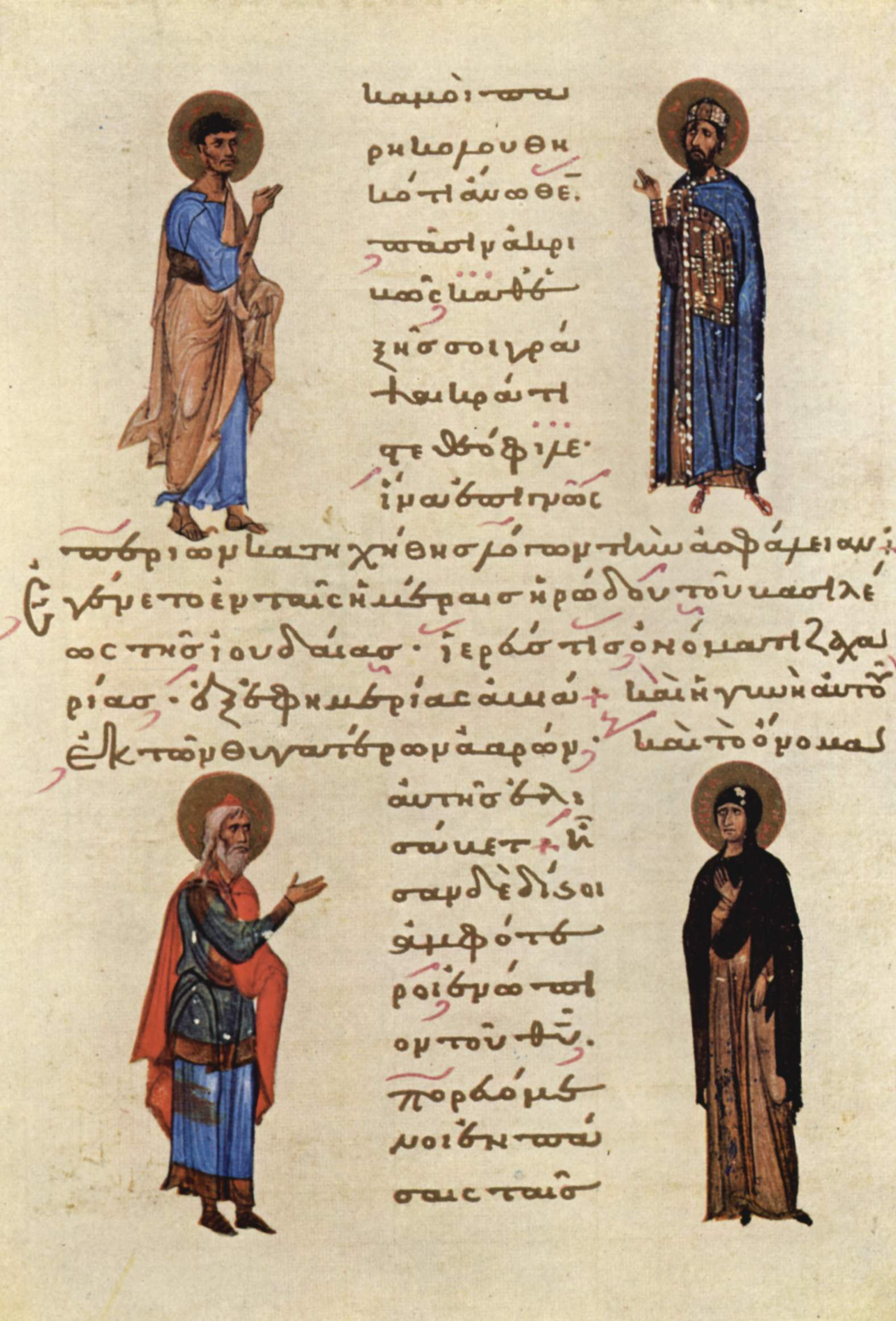
一份11世纪拜占庭手稿包含着路加福音的开头。

文本批评涉及识别以及移除手稿文本中的转录错误。古代抄写员也出错或删改手稿（如添加不可信的事实）。为了试图确定新约篇目的原初文本，一些现代文本批评家确认了某些部分是在福音书写成几个世纪之后添加进去的。这些称为内插（interpolations）部分。在圣经的现代翻译中，文本批评的结果导致某些经文、词语和短语被排除出来，或被标记为不是原初的。
例如，新约中有一些圣经经文存在于英王钦定版圣经（KJV）中，但在大多现代圣经翻译版本中却不存在。大多现代文本学者认为这些经文是内插的（拜占庭文本是例外）。经文的数字被保留，但没有任何文字，以便保留对剩下经文的传统编号。圣经学者巴特·葉爾曼指出，许多当前的经文不是新约原初文本的一部分。他补充说：“这些添加的文字通常出现在新约中世纪晚期的手稿中，但不在早期世纪的手稿中。”因为钦定版圣经是基于后来的手稿，因此这些“经文成为英语地区的圣经传统的一部分”。但他指出，现代英语翻译，如新国际版（NIV）使用了更适当的处理文本的方法。
大多数现代圣经用脚注指出在来源文档上有争议的段落。圣经注释也讨论这些，有时非常详细。虽然在早期圣经文本中发现了许多变体，但大多变体是拼写、标点或语法的变化。此外，许多这些变体对于希腊语言而言是如此特别，以至于它们不会出现在翻译的版本中。
两个最重要的内插是马可福音最后一节经文，以及约翰福音关于淫妇的故事。一些批评家也认为，约翰一书中明确地提及到的“三位一体”是后来的添加。
新约已保存在5,800多个希腊手稿残篇，1000个拉丁手稿和9,300个其他古代语言（包括叙利亚，斯拉夫，埃塞俄比亚和亚美尼亚等语言）手稿中。并不是所有圣经手稿都来自正统的基督教作家。例如，诺斯替作家華倫提努的著作来自公元2世纪，这些基督徒被主流教会视为异端。单纯这些见证的数量已经提出了一个独特的难题，虽然它让学者更好地了解现代圣经与原始版本的接近程度如何。Bruce Metzger说：“版本之间彼此一致性越强，特别是如果它们来自不同的地理区域，那么，你就越能够交叉检查它们，看看原始文档是什么样子。它们之间相同的地方说明它们能够在一个家族谱系上回溯到一个上一代的手稿。”
在《新约的文本》（The Text Of The New Testament）中，Kurt Aland和Barbara Aland比较了在希腊新约的七个主要版本（Tischendorf，Westcott-Hort，von Soden，Vogels，Merk，Bover和Nestle-Aland）每页的没有变体的节总数和每页的变体数（不包括正字学上错误），结论是它们在62.9％或4999/7947是一致的。他们总结说：“因此，在我们所审查的希腊新约的七个版本中，除了正字学的细节（如，名字的拼写）外，约三分之二的文本是完全一致的。我们没有算进七个版本中的某节有一个字不相同地方……。在福音书、使徒行传和启示录中，相同的地方较少，而在使徒书信中相同的成分则大得多”。马太福音中所达到的总体一致性是60％（1071节中有642节），马可福音所达到的总体一致性是45％（678节中有306节），路加福音中达到的总体一致性是57％（1151节中有658节），在约翰福音中所达到的总体一致性是52％（869节中有450节）。几乎所有这些变体都很小，大多数是拼写或语法错误。几乎所有都可以解释为某种无意的抄写错误，如视力差。很少有变体在学者之间引起争论；很少带有争议的变体具有什么神学重要性。现代圣经翻译反映了这种学术共识：在翻译中，遇到有争议的变体时通常会在翻译中注明。关于新约稳定性的定量研究将早期手稿与后期手稿（直到中世纪的拜占庭手稿）进行比较，得出这样的结论：在这段时间内文本具有超过90％的稳定性。

## 内部一致性
诸如雷蒙德·布朗（Raymond Brown）的作者指出，福音书在各个重要方面和重要细节上彼此矛盾。W. D. Davies和桑德斯说：“在许多方面，特别是关于耶稣早年生活上，传道者是无知的……，他们根本不知道发生了，并尽其所能以谣言、一厢情愿或假设来解释。”

### 耶稣诞生的记载
现代学者，如桑德斯、盖扎·凡尔梅和Marcus Borg认为这两个耶稣叙述都是非历史的，它们之间存在矛盾。而另一方面，圣经学者马可·罗伯茨（Mark D. Roberts）力图建立一种对耶稣诞生的统一认识，认为任何矛盾都可以和解。许多圣经学者认为历史性的讨论是次要的，因为福音主要是神学文献而不是历史记载。在马太福音1章1-17節和路加福音3章23-38節中对耶稣诞生的记载给出了耶稣的家谱，但是两个记载中的名字，甚至世代的数量也是不同的。一些学者认为这个差异是两个不同谱系导致的：马太福音从大卫王的儿子所罗门一直列举到约瑟的父亲雅各，而路加福音从大卫王的另一个儿子拿单（Nathan）列举到玛丽的父亲、约瑟的岳父希里（Heli）。然而，盖扎·凡尔梅认为路加没有提到玛丽，并质疑在犹太人环境中一个母系家谱有什么作用。费拉尔·芬顿（Ferrar Fenton）把整本圣经翻译成现代英语的版本之一，省略了路加的家谱，把它放在翻译结束时的一个注释中。他的原因是：路加的家谱与旧约系谱不一致，删除这个家谱后，福音将读得更通顺。芬顿认为这是对原来福音的美化。

### 耶稣诞生的日期
路加福音和马太福音都确定耶稣诞生在大希律王的统治时期，大希律王死于公元前4年:770。然而，路加福音记载耶稣在大希律王死后十年出生，在历史学家约瑟夫斯记载的公元六年居里尼乌斯户口登记（Census of Quirinius）期间。雷蒙德·布朗指出，“绝大多数批判性学者承认路加福音在这个问题上是混乱和错误的。”一些保守的基督教圣经学者和释经家仍然认为这两种说法可以调和，路加福音的文本可以理解为“在居里尼乌斯任叙利亚总督之前的户口登记”，特土良认为，Saturninus统治的整个罗马世界进行了一系列的户口登记。盖扎·凡尔梅认为这些解经方法都是“解经杂技”。

### 犹大之死
雷蒙德·布朗认为，有关加略人犹大的死有一个明显的矛盾：“路加在使徒行传1:18中对犹大死亡的描述与马太福音27：3-10的描述几乎不可调和。”在《马太福音》27章3-8节中，犹大交回他出卖耶稣而收受的赃款，在上吊前将钱丢在圣殿。圣殿的祭司不愿将不洁净的钱放回库中，而是用它来买了窑户的一块地，用来埋葬外乡人。在使徒行传1:18中，犹大使用收受的贿赂自己买地，他的死因是在这个地中跌倒受伤。其他学者认为这个看似矛盾的叙事是可以调和的。

## 外部来源
除了福音书内部的和文本的可靠性外，外部来源也可以用来评估历史可靠性。在1世纪末和2世纪初，在四位主要非基督教作家的作品中有一些与基督教有关的段落，这些作家是约瑟夫斯、塔西陀、苏埃托尼乌斯和小普林尼。其中，约瑟夫斯的著作记载了施洗约翰，耶稣的兄弟雅各和耶稣，它是研究耶稣历史性学者最感兴趣的作品。塔西陀在写于大约115年的《编年史》中提到了Christus，但没有太多历史细节（见英文词条：Tacitus on Jesus）。在苏埃托尼乌斯的作品中晦涩地提到了一个名为Chrestus的领袖。（据苏埃托尼乌斯第25章，这发生在罗马皇帝克勞狄一世统治，期约公元50年间），“持续的干扰……是在Chrestus的唆使下发生的”。这在使徒行传中提到：“这事以后，保罗离了雅典，来到哥林多。 遇见一个犹太人，名叫亚居拉，他生在本都，因为克劳迪命犹太人都离开罗马，新近带着妻百基拉从意大利来。” 此外，许多新约的段落误引了希伯来的Tanakh。还有一个重要的预言似乎完全由马太福音的作者虚构出来的，没有任何来源。

### 教会所保存的文献来源
1世纪的法利赛犹太人保罗皈依了耶稣，在大约公元48-68年间给各个教会和教会的人写信。虽然有学者对这些书信的作者有争议，但几乎所有学者都同意保罗写了这些信件的主体（如罗马书和哥林多前书）。Jerome Murphy-O'Connor认为，历史中的耶稣是保罗教导的基础，他拒绝了将信仰的耶稣与历史的耶稣分离。虽然他不是个人亲眼看到耶稣的事工，但保罗说，他熟悉认识耶稣的人：使徒彼得（也称为Cephas）、使徒约翰和雅各（被描述为耶稣的兄弟；加拉太书1：19）。同样，保罗提到耶稣的人性和神性、最后的晚餐、钉十字架，以及复活的事迹。
新约篇目的作者有时引用信条，这些信条显然早于他们的著作。学者认为，这些信条可能出现在耶稣死后的几年内，并在耶路撒冷的基督教团体内发展起来。虽然它们嵌入新约的文本，但这些信条是早期基督教的一个独特的文献来源。哥林多前书15：3-4说：“当日所领受又传给你们的，第一就是：基督照圣经所说，为我们的罪死了， 而且埋葬了，又照圣经所说第三天复活了”。这包含了一个在保罗之前的基督教信条的来源。许多圣经学者认为信条是在耶稣死后不到十年中出现的，源于耶路撒冷使徒的团体。关于这个信条，Campenhausen写道：“这个说法满足了文本历史可靠性的所有要求。”而A. M. Hunter说，“这段经文保留了早期独特的和可证实的见证，它符合历史可靠性的所所有要求”。其他先于文本日期的相关的信条是约翰一书4：2：：“凡灵认耶稣基督是成了肉身来的，就是出于神的，从此你们可以认出神的灵来。”、“你要记念耶稣基督乃是大卫的后裔，他从死里复活，正合乎我所传的福音”，罗马书1：3-4“：到他儿子我主耶稣基督。按肉体说，是从大卫后裔生的；按圣善的灵说，因从死里复活，以大能显明是神的儿子”，提摩太前书3:16：“大哉，敬虔的奥秘！无人不以为然，就是：神在肉身显现，被圣灵称义 ，被天使看见，被传于外邦，被世人信服，被接在荣耀里。”这是一个早期的信经赞美诗。
塞克斯图斯·尤利乌斯·阿非利加努斯在大约221年写到耶稣被钉十字架时，提到了历史学家他勒。他写道：“他勒在他的《历史》第三书中将这个黑暗说成是太阳日食。（在我看来是没有理由的）”。人们不知道他勒生活在什么时候，或他的《历史》一书是否提到钉十字架。琉善是一位2世纪的罗马讽刺作家，他写道：“你知道，基督徒直到今天仍旧崇拜一个人——这位尊敬的人带来的新仪式：钉十字架……你看，这些被误导的生灵开始深信他们的灵魂是永生的，这解释了一些蔑视死亡和自愿自我奉献的做法，这在他们中是如此常见；然后，他们的主告诉他们，他们都是兄弟，从那时开始他们皈依了基督教，拒绝希腊的神，并崇拜被钉十字架的圣人，遵守他的律法”。在大约公元180年，克理索写了一本反对基督教的书，现在只有通过Origen对此书的反驳我们才知道此书的存在。克理索显然指责耶稣是一个魔术师和一个巫师，并被说耶稣“只是人”。F. F. Bruce指出，克理索在诋毁耶稣时，试图解释他的神迹，而不是声称神迹从未发生过。
教会历史学家該撒利亞的優西比烏（264～340）引用了2世纪异教徒史学家Phlegon的说话：在第202届奥林匹克运动会（公元32/33）的第四年，“大日食发生在第六小时，它比之前任何一次都严重，白天变成如此夜晚的黑暗，人们能够看到天空的星星，比提尼亞的大地在移动，尼西亚城许多建筑物都倒塌了”。在同一段落中，優西比烏引用了另一个没有列出名字的希腊来源，也记录在同一地点的日食和地震。優西比烏认为这两个记录与耶稣被钉十字架同时发生。特土良在他的Apologetics中讲述了耶稣钉十字架期间中午开始变得黑暗的故事；他说那些不知道预测的人，“毫无疑问会认为这是一次日食”。虽然他没有提到其他人的说法，他提醒那些教会的批评者，证据仍然可以收集到的：“你的档案中仍旧记载着这次异常的迹象”。早期的历史学家和神学家，Rufinus的Aquileia提到了安提阿的琉善（大约公元300年）的护教观点。琉善和特土良一样，也相信在罗马的记录和档案中可以找到伴随着十字架的黑暗的记载。Ussher在这个问题上记录了琉善的话，这也许同样也是对教会批评者说的话，“搜索你的文献，你会发现，在彼拉多时代，当基督受难时，太阳突然消失，黑暗随之而来。”

### 教会外部的文献来源
犹太人和罗马公民弗拉維奧·約瑟夫斯在数代罗马皇帝统治下工作，写作时间持续到1世纪末。在弗拉维斯·约瑟夫斯的证词中，约瑟夫说耶稣是“基督，当彼拉多指控我们中的第一批人时，他命令将耶稣钉十字架。那些以前爱他的人并没有停止跟随他，因为他在第三天向他们显现，重新复活，就像神圣先知所预言的一样，还行了许多神迹”。人们对于这段经文的真实性非常关注，学者们普遍认为，至少部分段落已经被后来的抄写员篡改了。例如，版本现在说“他是基督”，它的原来版本可能是“他被认为是基督。”从Alice Whealey 2003年对历史学的调查可以看出，大多数现代学者认为约瑟夫斯在这里确实是在写耶稣，但是流传到我们时，文本已经被腐蚀。关于哪些部分被篡改或篡改到什么程度，尚未达成共识。在第二次对耶稣的简短的提及中，约瑟夫斯将雅各称为“耶稣的兄弟，耶稣被称为基督”。绝大多数学者认为这一简短对耶稣的提及基本上是真实的（虽然平行的段落已经在《犹太战争》中丢失）。
大约112年，罗马比西尼亚-潘图斯省总督小普林尼写信给皇帝图拉真，讨论拒绝敬拜皇帝的基督徒。他的信件指出基督徒在他所处的年代非常坚定，这对他是个大问题，因此他要求皇帝给出建议。
塔西陀在大约116年的《编年史》中提到基督教和“Christus”，大多数学者将这视为对耶稣的提及。在描述尼禄在罗马大火之后对这个群体的迫害（约公元64年），他写道：“尼禄急于找出纵火者，极端地迫害民众称为基督徒的让人厌恶的团体。基督教的名字来源于Christus，在提比略统治时期，他在我们检察官之一彼拉多的手下遭受极端的惩罚。基督教也是一种最顽固的迷信，它被镇压了一阵，但再次爆发了，不仅在犹大（这是最初的邪恶发源地），甚至在罗马”。有人建议这是一个基督教内插，但大多数学者认为，这段经文是由塔西陀写成的。R. E. Van Voorst指出，后来的基督徒将不可能插入“这种对基督教的蔑视言论”。苏埃托尼乌斯（约69-140年）在他的《罗马十二帝王传》中写道，在皇帝克勞狄一世统治时，在罗马的犹太社区爆发了骚乱。他说：“由于犹太人在Chrestus的唆使下不断骚乱，他（克勞狄）将他们[犹太人]赶出罗马”。这事件在使徒行传18：2中被提到。Chrestus一词也出现在一些后来用于指称耶稣的文本中，Robert Graves等人认为它是“基督”一词拼写的变体，或至少是一个合理的拼写错误。 
人们都知道，在基督教-犹太教的对话中，犹太圣经中的文本在基督教圣经中被误引和改变。从原始希伯来语经文翻译到基督教希腊语经文的过程中，变更、错误翻译、解释性的变体、捏造和错误引用出现了。一个著名的例子可能是以赛亚书7:14中的对希伯来词 almah עַלְמָה 的翻译，原意是“年轻女子”，在马太福音1：22-23中是“童贞女”。此外，马太福音不一致地声称，耶稣的拿撒勒人的名号源于旧约预言“他将称为拿撒勒人”（马太福音2：22-23），但这预言在希伯来Tanach并中不存在。
塔木德是在公元200年至公元500年期间由犹太学者编辑的一系列宗教文献，用Yeshu一词指代“耶稣”这个名字。在塔木德提到耶稣的这些地方可追溯到2世纪。一处重要的地方涉及到名为Yeshu和他的门徒被审判和处决，它写道：“在逾越节前夕，他们吊死了Yeshu，传令员提前四十天宣称：‘[Yeshu]因为从事巫术，引诱和迷惑以色列人，他将要接受石刑....但没有人为他免罪，他们在逾越节的前夕将他吊死”。这些早期提到耶稣的可能文献并没有太多独立于福音的历史信息，但它们反映了耶稣这个人物的历史画面，他有自己的门徒，并在逾越节期间被当作犯罪者处死。F. F. Bruce 指出，在试图诋毁耶稣时，这段经文试图解释他的神迹而不是认为神迹没有发生过。在这些段落写作的时段，Mara（一个叙利亚斯多葛）被罗马人监禁，他给他的儿子写了一封信。信中说：“究竟为了什么好处让犹太人谋杀了他们的智慧之王？我们看到，从那时起他们的王国离他们越加遥远了。因为，出于公义，上帝作出了惩罚……犹太人被带到荒凉之地，被赶出他们的王国，在每片土地上被驱逐。”有些学者认为，这描述了耶路撒冷的沦陷，是神对犹太人杀害了耶稣的惩罚。死海卷轴是1世纪或更早的著作，显示了耶稣时代某些犹太人的语言和习俗。根据亨利·查德维克（Henry Chadwick），类似语言和观点的出现在新约和死海卷轴中，这有力地表明了新约描述了1世纪时期的事件，而不是后来的产物。

## 考古学与地理学

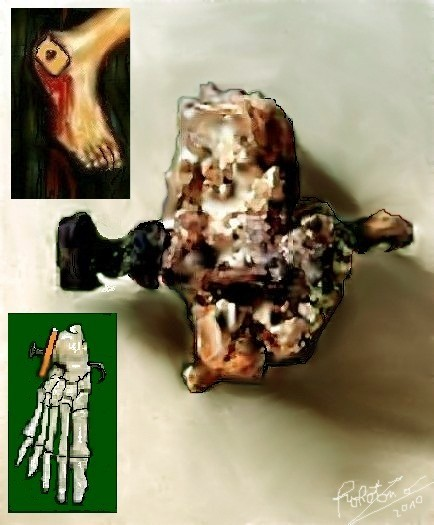
Jehohanan的骨骼残骸，公元1世纪在耶路撒冷Givat HaMivtar被钉十字架的受害者，钉子仍然藏在脚后跟中。

考古学对于解决古代某个特定人物的历史性问题非常有限。根据Eric Cline，没有关于历史耶稣或任何使徒的历史性的直接考古证据，因为在考古学中，解决某个人存在的最直接方式将是一具尸体。Craig Evans指出，考古学家中确实存在一些关于耶稣生活间接的信息，这可以从拿撒勒、大祭司该亚法的藏骨堂、许多犹太教堂建筑和Jehohanan（指的是被钉十字架的受害者，该受害者在行刑后以犹太方式安葬）中找到。人们找到了彼得之屋的一个可能位置，这也许是耶稣在迦百农时住过的地方。考古学证据证实了福音书中提到的其他细节，例如毕士大池、西罗亚池、大希律王的圣殿山平台，以及一块在米吉多遗址的第三世纪教会提到耶稣的马赛克。
理查德·鲍克汉认为，从迦百农渔夫的角度去看马可福音的地形会发现它是相当准确的。Thomas Howe审视了路加对保罗海上之旅的描述，包括路加提到的三十二个国家、五十四个城市和九个岛屿，并表明他找不到任何错误。然而，Mark Allan Powell认为，路加对巴勒斯坦地理学的认识似乎不够充分，因此这个杰出的学者说“耶稣的路线不能在地图上重建，而且，路加也没有一幅地图”。